# The Florida Project
The Florida Project ist ein US-amerikanisches Filmdrama von Sean Baker, das am 22. Mai 2017 im Rahmen der Filmfestspiele von Cannes 2017 in der Nebenreihe Quinzaine des réalisateurs seine Weltpremiere feierte und am 6. Oktober 2017 in ausgewählte US-Kinos kam.

## Handlung
Die kleine Moonee lebt gemeinsam mit ihrer Mutter Halley im „Magic Castle“, einem der vielen billigen Motels in Kissimmee, unweit des weltberühmten Walt Disney World Resort. Die stark tätowierte Halley ist arbeitslos und lebt mit ihrer Tochter am Rand des Existenzminimums. Sie versucht, ihrer Tochter eine gute Mutter zu sein. Um weiter ihre Miete bezahlen zu können, sind sie auf die Almosen einer Kirchenorganisation sowie mehr oder weniger illegale Geschäfte angewiesen – etwa das Verkaufen von billigem Parfüm und gestohlenen Eintrittsbändern in das Disney Resort. Gelegentlich gehen sie auch in ein Hotel und essen dort vom Büfett. Auch Halleys Freundin Ashley, die in einem Diner arbeitet, versorgt die beiden mit Lebensmitteln. 
Häufiger geraten Mutter und Tochter in Konflikt mit Bobby, dem Manager des „Magic Castle“, der aber Sympathien für Moonee und ihre Mutter hegt. Voller Mitgefühl versucht Bobby, das Mutter-Tochter-Duo vor dem Schlimmsten zu bewahren, muss sie aber auch immer wieder an das rechtzeitige Zahlen ihrer Miete erinnern.
Moonees Leben ist trotzdem voller Optimismus und wunderbarer Erlebnisse. Wie auch ihre Kumpel Scooty, Dicky und Jancey, die gerade mit ihrer Großmutter in das Motel nebenan gezogen ist, ist sie einfach zu jung, um zu erkennen, dass sie unter der Armutsgrenze leben. Weil das Magic Kingdom in Disney World, obwohl nur wenige Meter entfernt, unerreichbar für die Kinder ist, schaffen sie sich ihr eigenes Zauberkönigreich. Bobby gelingt es, die von ihren Eltern nur selten bewachten Kinder bei den Spielereien zu schützen – etwa vor einem mutmaßlichen Pädophilen, der das Grundstück betritt – wie auch, sie bei Fehlverhalten zu belehren. Moonees Freund Dicky zieht mit seinem Vater nach New Orleans. Als die Kinder in ihrem Spiel ein leerstehendes, heruntergekommenes Ferienhaus niederbrennen, verbietet Scootys Mutter Ashley ihrem Sohn jeden weiteren Umgang mit Moonee. 
Als das Geld immer knapper wird, beginnt Halley, sich im Internet als Prostituierte anzubieten. Ihre Tochter Moonee versteckt sie während der Besuche der Freier bei lauter Musik im Badezimmer. Nachdem sie einen Freier bestohlen hat und dieser mit der Polizei droht, beschützt Bobby sie vor den Konsequenzen, kündigt aber an, sie rauszuwerfen, falls sie sich weiter prostituieren solle. Halley sieht keinen anderen Ausweg, als Ashley um Geld zu bitten, wird von dieser aber mit dem Wissen um die Prostitution konfrontiert und provoziert. Halley verliert daraufhin die Kontrolle und schlägt blindwütig auf Ashley ein. 
Durch einen Anruf, offenbar von Ashley, steht am nächsten Tag das Jugendamt vor der Tür. Halley räumt das Appartement auf und gibt ihre Drogen zu einer Bekannten, doch das Jugendamt hat sich bereits entschieden, Moonee vorerst bei einer Pflegefamilie unterzubringen. Moonee flieht vor den Beamten des Jugendamtes zu ihrer besten Freundin Jancey. Gemeinsam betreten sie das Walt Disney Resort und stehen im Magic Kingdom.

## Produktion

### Filmtitel und Stab
Der Titel des Films nimmt Bezug auf den Namen von Disney World während der Planungsphase des Freizeitparks. Nach dem Erfolg von Disneyland in Südkalifornien plante Walt Disney den Bau eines ähnlichen Themenparks in Zentralflorida. Mitte der 1960er Jahre wurde dieses Projekt einfach als Projekt X bekannt. Über einen Zeitraum von 18 Monaten hatte man 27.440 Hektar Land erworben, eine Fläche von fast der doppelten Größe Manhattans. Im Rahmen einer Pressekonferenz am 12. November 1965 stellten Walt Disney, sein Bruder Roy Disney und Floridas Gouverneur Haydon Burns offiziell ihr Florida Project vor. Disney World in Orlando wurde schließlich am 1. Oktober 1971 eröffnet.

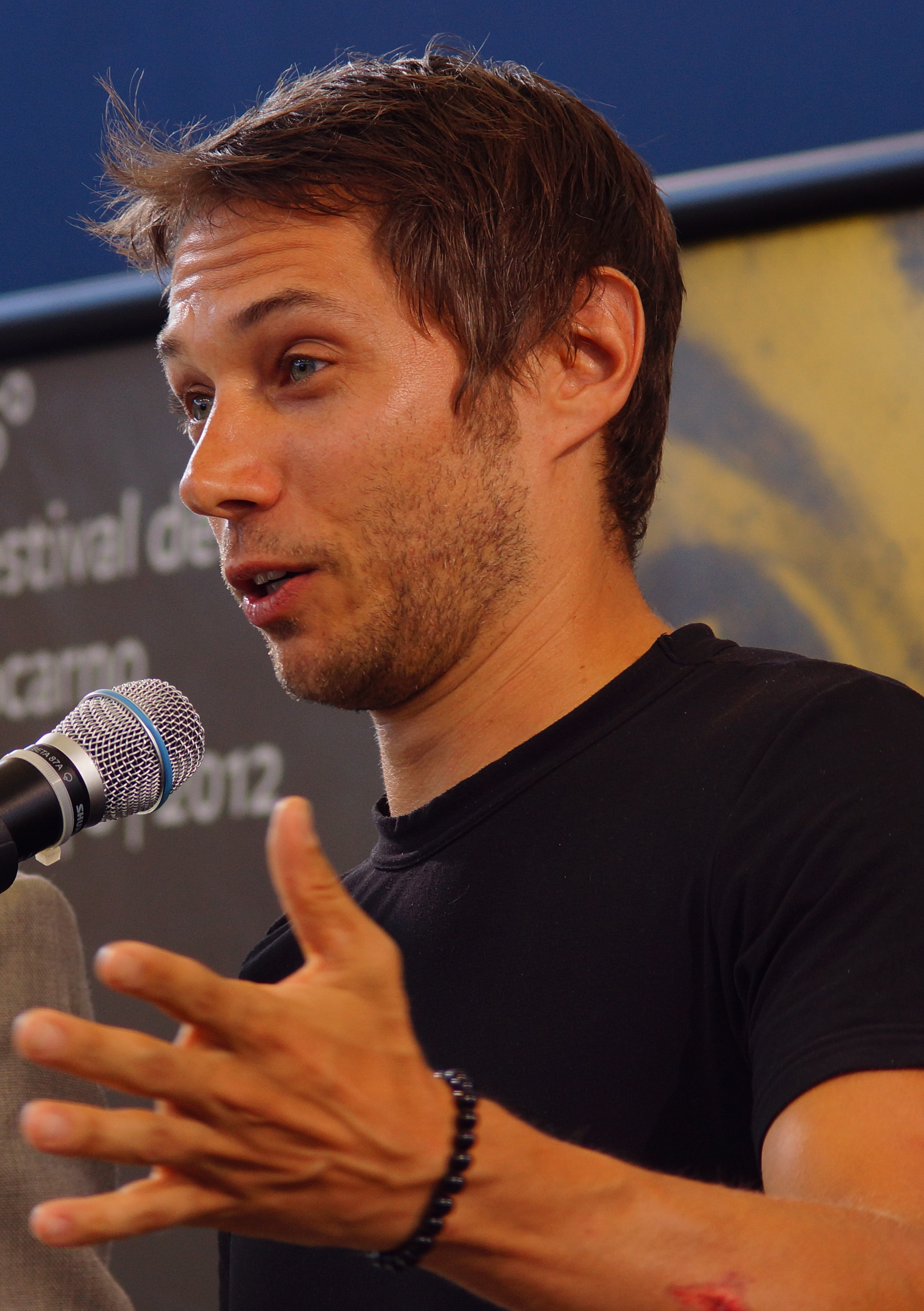
Sean Baker führte Regie und schrieb auch mit am Drehbuch

Regie führte Sean Baker, der auch das Drehbuch für den Film schrieb. Wie in seinem letzten Film Tangerine L.A. setzt Baker auch in The Florida Project auf den Kontrast zwischen US-amerikanischen Traumwelten und der unmittelbaren Realität der Straße, so Jan Künemund von Spiegel Online. Baker lässt in seinem Film Moonee und ihre Mutter in einem Motel in der Nähe von Disney World in Florida wohnen und nennt diese Lebenswelt die „unsichtbare Unterschicht“ der USA, die in den dortigen Kinos oft unterrepräsentiert werde. Baker erzählt die Geschichte fast konsequent aus der Perspektive des Mädchens Moonee, einer Sechsjährigen, der die kargen Umstände ihres Lebens weniger dramatisch erscheinen und deren Bewusstsein für das Dasein am Rande des Existenzminimums noch kaum ausgeprägt ist. Baker reiht in seinem Film Szenen eines Lebens aneinander, ohne ihnen eine dramaturgische Struktur überzustülpen. Er bewege sich dabei in dem abgegrenzten Kosmos eines Motels, dessen Bewohner zu den sogenannten sozial Schwachen gehören. Baker widerstehe dabei der Versuchung, die tragischen Aspekte der Geschichte pathetisch zu überhöhen und bringe dem Zuschauer die Probleme und Konflikte des beobachteten Milieus in zurückhaltender Weise und mit unaufdringlicher Menschlichkeit nahe, so Michael Meyns von Filmstarts. Der Regisseur habe erkennbar sorgfältig recherchiert und zeige viel Gespür für die Besonderheiten dieser Welt am Rande der Gesellschaft, so Meyns.
Baker erklärte, er habe nicht gewusst, dass viele Menschen in den USA ohne festen Wohnsitz sind. Erst sein Ko-Drehbuchautor Chris Bergoch habe ihn darauf aufmerksam gemacht und ihm einen Artikel über Familien gezeigt, die mit ihren Kindern in Motels gleich außerhalb des Magic Kingdom leben: „Ein Motel oder Hotel kann für jemanden, der sich das Wohnen nicht leisten kann, die letzte Zuflucht sein, bevor man auf der Straße oder in einem Heim landet.“ Die Anbindung an die Disney-Traumwelt lasse den Ort nicht nur geradezu irreal erscheinen, sondern was das Ganze noch ironischer mache, so Baker, sei die Tatsache, dass diese Motels einst für Touristen gebaut wurden, die Disneyworld besuchen: „Man hat sich an dessen Stil orientiert, daran also schmarotzt. Sie tragen Namen wie Enchanted Inn oder eben Magic Castle.“ Baker sagte im Tagesspiegel, den größten Einfluss habe aber die Slapstickserie Die kleinen Strolche gehabt, die zur Zeit der Großen Depression gedreht wurde: „Mein Fokus liegt auf dem Chaos und dem Humor der Kids.“

### Besetzung und Synchronisation
Wie bereits für seinen Film Tangerine L.A. castete Baker auch für The Florida Project neben bekannten auch wieder unbekannte Schauspieler wie die junge Brooklynn Prince, die im Film die Hauptrolle der kleinen Moonee übernahm. Die Kinderdarstellerin Valeria Cotto spielt ihre Freundin Jancey. Christopher Rivera, der ihren Freund Scooty spielt, hatte sogar keinerlei schauspielerischen Erfahrungen, ebenso Bria Vinaite, die im Film Moonees Mutter Halley spielt und über Social Media gefunden wurde. Der mit Abstand bekannteste Schauspieler des Films ist Willem Dafoe, der die Rolle des Motelmanagers Bobby übernahm. Dass Baker hauptsächlich mit Laiendarstellern arbeitete, verstärke noch den Eindruck absoluter Authentizität, so Michael Meyns, doch auch Dafoe füge sich ideal in das Ensemble ein, dessen Außenseiter-Figur hier als eine Art moralischer Kompass diene und der voller Mitgefühl auf Moonee und Halley blickt und versucht, das Mutter-Tochter-Duo vor dem Schlimmsten zu bewahren.
Die deutsche Synchronisation entstand im Auftrag der DMT – Digital Media Technologie GmbH, Hamburg. Hanns Jörg Krumpholz leiht in der deutschen Fassung dem Hotelmanager Bobby seine Stimme.

### Dreharbeiten und Veröffentlichung

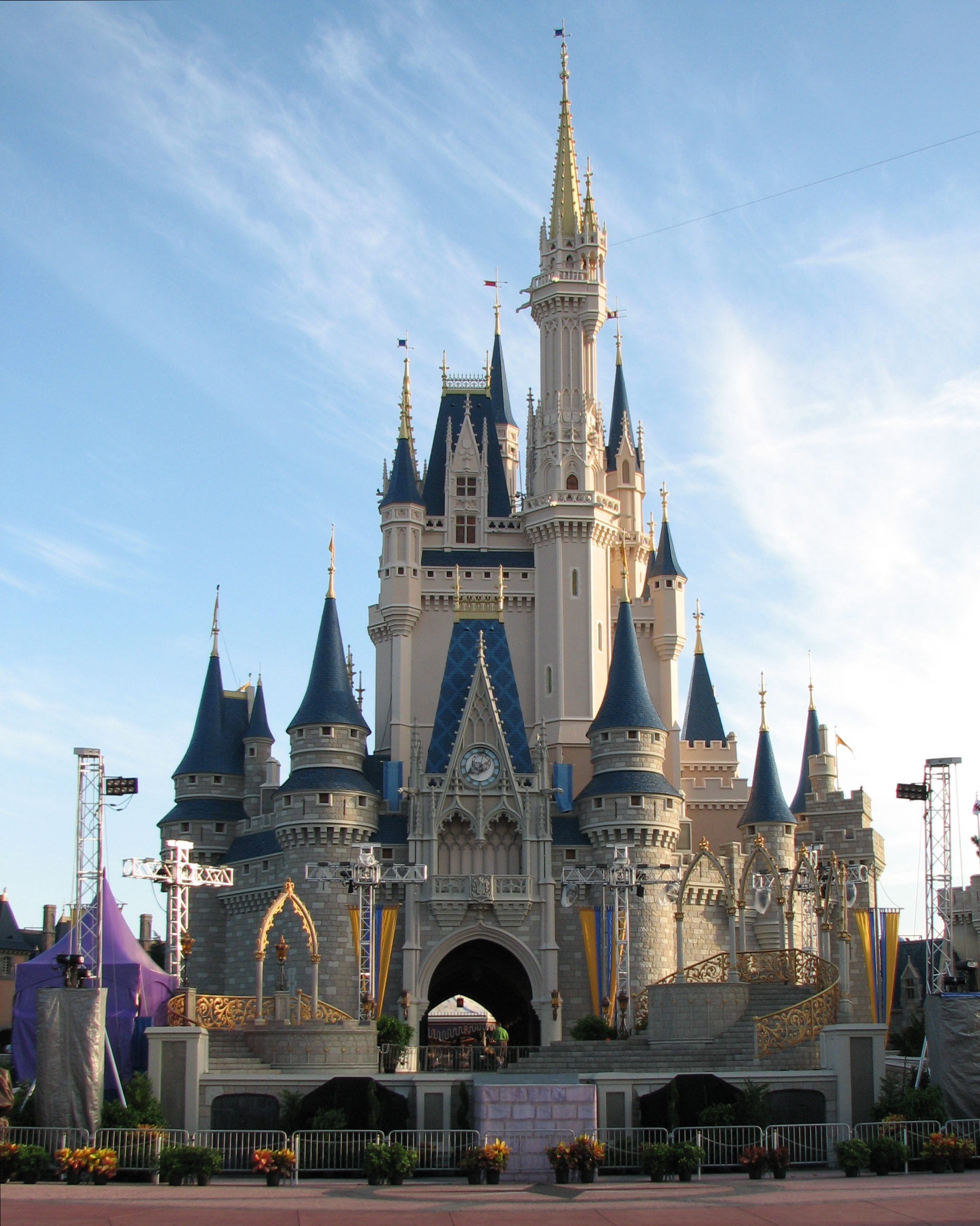
Moonee, Jancey und Scooty können im Film auf Cinderellas Schloss im Magic Kingdom von Disney World in Orlando blicken, in dessen Nähe der Film gedreht wurde

Der Film wurde im Sommer 2016 seinem Titel entsprechend im Osceola County und in Orlando in der Gegend um Disney World in Florida gedreht und damit auch seinem Handlungsort. Baker sagte: „Mir ist immer wichtig, dass der Schauplatz selbst eine Figur ist. Das Motel Magic Castle kam mit diesem wunderbaren Produktionswert daher, es war violett, da es erst vor kurzem neu angestrichen worden war.“ Der Film wurde in 35mm gedreht.
Über die Wahl des Drehortes sagte Baker: „Mein Film war von Beginn an diesen Ort geknüpft, obwohl es solche Billigmotels überall in den USA gibt. Entscheidend war für uns, dass sich das Motel in unmittelbarer Nähe von Disney World befindet, dieser Gegensatz motiviert den Film. Die Geschichte schrieben wir später.“ Andreas Busche vom Tagesspiegel sagt, Bakers Film sprühe vor Leben und die Farben knallten, wie schon in dem auf einem iPhone gedrehten Tangerine L.A, der die kalifornische magic hour, den Sonnenuntergang, im Kino verewigt habe: „Die Schönheit dieser Lebenswelten liegt in den Bildern selbst, der Regisseur und sein Kameramann Alexis Zabe, der schon mit Carlos Reygadas gearbeitet hat, zwingen sie ihnen nicht auf.“ Baker sagte: „Wir wollten Poesie, keinen magischen Realismus.“
Der Film ist aus der Perspektive der Kinder erzählt, weshalb während der Dreharbeiten die Kamera auf den Blickhorizont der Kinder ausgerichtet war, so der Regisseur: „Wir haben sie auch leicht versetzt von unten gefilmt, um sie machtvoller erscheinen zu lassen. Sie sollten sich richtig groß fühlen.“ Sein Kameramann Alexis Zabé habe die großartige Fähigkeit gehabt, die bereits vorhandenen Pastellfarben noch zu verstärken: „Bei Kindern, stellt man sich vor, sind die Sinne geschärft, aufnahmefähiger. Töne sind lauter, Farben kräftiger, Geschmäcke stärker. Sie absorbieren ihre Umwelt – und manchmal auch wieder nicht.“ Zur Zusammenarbeit mit den Kindern während der Aufnahmen erklärte Baker, sie hätten nur begrenzt Zeit mit diesen gehabt, höchstens sechs Stunden am Tag, sonst wäre dies laut Gesetz Kinderarbeit gewesen. Die Dreharbeiten fanden bei laufendem Hotelbetrieb in einem Umfeld statt, das sich nur bedingt kontrollieren ließ, so Baker, und die Schlussszene, die als einzige direkt in Disney World spielt, sei heimlich mit dem iPhone gedreht worden.
Die Vertriebsrechte des Films liegen bei A24. The Florida Project feierte am 22. Mai 2017 im Rahmen der Filmfestspiele von Cannes 2017 in der Nebenreihe Quinzaine des réalisateurs seine Weltpremiere und wurde ab 9. September 2017 beim Toronto International Film Festival 2017 gezeigt. Im August 2017 wurde ein erster Trailer zum Film vorgestellt. Im September 2017 ist eine Vorstellung des Films beim San Sebastián International Film Festival geplant. Ende September und Anfang Oktober 2017 wurde der Film im Rahmen des Zurich Film Festivals gezeigt. Im Oktober 2017 wurde der Film beim London Film Festival und beim Filmfest Hamburg gezeigt, wo er für den Art Cinema Award nominiert war und mit dem Kritikerpreis ausgezeichnet wurde. Am 6. Oktober 2017 kam der Film in ausgewählte US-Kinos und am 10. November 2017 in die Kinos im Vereinigten Königreich. Ein Kinostart in Deutschland erfolgte am 15. März 2018.

## Rezeption

### Altersfreigabe
In den USA erhielt der Film von der MPAA ein R-Rating, was einer Freigabe ab 17 Jahren entspricht. In Deutschland ist der Film FSK 12. In der Freigabebegründung heißt es: „Der Film stellt Kindheit, Armut und Elternliebe in realistischem, glaubhaftem Setting dar. Die Erzählperspektive changiert zwischen Mutter und Tochter, die wie auch ihr Umfeld trotz aller Not als liebevoll und fürsorglich dargestellt werden. Zwar können einzelne Darstellungen von Konflikten, emotionalen Verletzungen, Drogenkonsum und anderen Delikten Kinder unter 12 Jahren irritieren und überfordern, doch bereits 12-Jährige sind in der Lage, diese Aspekte den Filmfiguren und dem Kontext der Geschichte zuzuordnen und sich emotional zu distanzieren. Für sie stellen die Themen und Bilder des Films zwar eine Herausforderung dar, sie überfordern sie aber nicht.“

### Kritiken und Einspielergebnis
Der Film konnte bislang 96 Prozent der Kritiker bei Rotten Tomatoes überzeugen und erhielt hierbei eine durchschnittliche Bewertung von 8,8 der möglichen 10 Punkte. Im Konsens heißt es dort: „The Florida Project gewährt einen farbenprächtigen Blick auf einen unterrepräsentierten Teil der Bevölkerung, der sich als fesselnd erweist, während er ernüchternde Fragen über das moderne Amerika aufwirft.“ Im Rahmen der Golden Tomato Awards 2017 ging der Film als Zweitplatzierter in der Kategorie Bestes Filmdrama hervor.
Eric Kohn von IndieWire meint, der Film zementiere den Status von Sean Baker als einer der innovativsten US-amerikanischen Regisseure, der in seinen Filmen oft solche Geschichten erzähle, die das Land meist nicht zu sehen bekommt.
Jordan Hoffman vom Guardian sagt, der Film grabe mit seinen Nägeln in den alltäglichen Kämpfen der armen Leute in den USA. Dass dies alles im Schatten des Magic Kingdom stattfindet, so Hoffman, sei eine Metapher, und es gebe auch viel freudigen Lärm in diesem Film. Moonee ahme nach, was sie sieht und hört, und vieles davon stamme aus dem Fernsehen, weshalb ihre unkontrollierte Unhöflichkeit kein Ergebnis von Bosheit sei, so Hoffman. Es mache wenig Sinn, sie zu disziplinieren, denn sie sei eine Naturgewalt und dabei einfach verdammt süß. Insgesamt hebt Hoffman in seiner Kritik besonders die schauspielerischen Leistungen der Kinderdarsteller hervor.
Lukas Stern hob in der Neuen Zürcher Zeitung Willem Dafoes Rolle des Hausmeisters Bobby hervor, der wie ein Reißverschlussschieber den Film, wie auch die ganze darin gezeigte Welt, die sonst auseinanderfallen würde, zusammen halte.
Die Einnahmen des Films aus Kinovorführungen beliefen sich auf 11,3 Millionen US-Dollar, was bei einem Filmbudget von zwei Millionen US-Dollar einen finanziellen Erfolg darstellt.

### Einsatz im Schulunterricht
Im März 2018 wurde der Film von kinofenster.de als „Film des Monats“ präsentiert. Zudem bietet das Onlineportal Materialien zum Film für den Unterricht. Dort erklärt Sarina Lacaf, zahlreiche Szenen im Film seien Momentaufnahmen, die vornehmlich dazu dienten, die Magie der so ins Bild gesetzten Kinderwelt auszugestalten. Spannung entstehe aus deren bitterer Diskrepanz zur Realität: „So deutet sich im Subtext des Films zunehmend an, dass die harte Wirklichkeit die Protagonistinnen einholen wird. Als das Jugendamt schließlich einschreitet und Halley und Moonee voneinander zu trennen droht, holt The Florida Project zu einem ebenso fulminanten wie vieldeutigen Finale aus.“ Im Frühjahr 2019 wurde der Film im Rahmen der SchulKinoWochen in Nordrhein-Westfalen vorgestellt.

### Auszeichnungen (Auswahl)
American Film Institute Awards 2018
- Aufnahme in die Top-10-Filme des Jahres 2017[38]

British Independent Film Awards 2017
- Nominierung als Bester internationaler Independent-Film[39]

Critics’ Choice Movie Awards 2018
- Nominierung als Bester Film
- Nominierung als Bester Nebendarsteller (Willem Dafoe)
- Auszeichnung als Beste Jungdarstellerin (Brooklynn Prince)[40]

Filmfest Hamburg 2017
- Auszeichnung mit dem Kritikerpreis
- Nominierung für den Art Cinema Award[41][42]

Golden Globe Awards 2018
- Nominierung als Bester Nebendarsteller (Willem Dafoe)

Gotham Awards 2017
- Nominierung als Bester Film
- Nominierung als Bester Darsteller (Willem Dafoe)
- Nominierung als Beste/-r Nachwuchsdarsteller/-in (Brooklynn Prince)
- Nominierung für den Publikumspreis[43][44]

Hollywood Music in Media Awards 2017
- Nominierung in der Kategorie Outstanding Music Supervision – Film (Matthew Hearon-Smith)[45]

Independent Spirit Awards 2018
- Nominierung als Bester Film
- Nominierung für die Beste Regie (Sean Baker)[46]

London Critics’ Circle Film Awards 2018
- Auszeichnung als Regisseur des Jahres (Sean Baker)[47]

Los Angeles Film Critics Association Awards 2017
- Auszeichnung als Runner-up Bester Film
- Auszeichnung als Bester Nebendarsteller (Willem Dafoe)[48]

National Board of Review Awards 2017
- Auszeichnung als Bester Nebendarsteller (Willem Dafoe)
- Aufnahme in die Top 10 Movies[49]

National Society of Film Critics Awards 2018
- Auszeichnung als Bester Nebendarsteller (Willem Dafoe)
- Runner-up in der Kategorie Beste Kamera (Alexis Zabé)[50]

New York Film Critics Circle Awards 2017
- Auszeichnung für die Beste Regie (Sean Baker)
- Auszeichnung als Bester Nebendarsteller (Willem Dafoe)[51]

Oscarverleihung 2018 (90th Academy Awards)
- Nominierung als Bester Nebendarsteller (Willem Dafoe)

Palm Springs International Film Festival Awards 2018
- Auszeichnung mit dem Icon Award (Willem Dafoe)[52]

San Francisco Film Critics Circle Awards 2017
- Auszeichnung als Bester Film
- Nominierung als Bester Regisseur (Sean Baker)
- Nominierung für die Beste Kamera (Alexis Zabé)
- Auszeichnung als Bester Nebendarsteller (Willem Dafoe)[53]

Santa Barbara International Film Festival 2018
- Auszeichnung mit dem Cinema Vanguard Award (Willem Dafoe)[54]

Satellite Awards 2017
- Nominierung für die Beste Regie (Sean Baker)
- Nominierung für das Beste Originaldrehbuch (Sean Baker und Chris Bergoch)
- Nominierung als Bester Nebendarsteller (Willem Dafoe)[55]

Screen Actors Guild Awards 2018
- Nominierung als Bester Nebendarsteller (Willem Dafoe)[56]